# Biserica fortificată din Nocrich
Biserica fortificată din Nocrich, județul Sibiu, a fost construită la începutul secolului al XIII-lea ca biserică romano-catolică. Edificiul figurează pe lista monumentelor istorice 2010, cod LMI SB-II-m-B-12480, cu următoarele obiective:
- cod LMI SB-II-a-A-12480.01 - Biserica evanghelică, 1803-1806;
- cod LMI SB-II-a-A-12480.02 - Incintă fortificată (fragment), secolul XV - XVII.

## Localitatea
Nocrich (în dialectul săsesc Löschkirk, Laeschkirik, Leškirich, în germană Leschkirch, Löschkirch, în maghiară Újegyház, este satul de reședință al comunei cu același nume din județul Sibiu, Transilvania, România.

## Istoric și trăsături
Nocrichul a fost atestat documentar la 1263 sub denumirea de terra Nogrech, numele schimbându-se de-a lungul timpului după cum urmează: 1349 - Leuskyrch, 1351 - Löskirchen, 1372 - Luschkirg, 1374 - Leschkirchen, 1402 - Noua Ecclesia, 1414 - Luschkirch, 1433 - Lwchskyrh, 1488 - Lauskirch, 1494 - Lwsskirich, 1504 - Lwskyrch, 1506 - Lewschkirch. În evul mediu biserica a fost timp de multe secole centru al scaunului cu același nume, cuprins în sistemul administrativ și juridic al Universității Săsești cu centrul la Sibiu.
În secolul al XIII-lea sătenii construiesc o biserică în stil romanic, cu trei nave și turn de strajă, aceasta având hramul Sfântului Ladislau. Documentele păstrate indică lucrări de consolidare și fortificare a bisericii la sfârșitul secolului al XV-lea și începutul secolului următor. Zidurile înconjurătoare au fost ridicate în secolul al XV-lea și completate în secolul al XVI-lea cu un „zwinger” pe latura sudică, flancat la colțurile libere de două turnuri de apărare.
În 1589 principele Transilvaniei, Sigismund Bathory, acordă localității Nocrich rangul de „oppidum” și dreptul de a organiza două târguri anuale. Principele Mihai Apafi, ultimul principe al Transilvaniei, înainte de ocuparea ei de către austrieci, face două vizite la Nocrich. Turnul dreptunghiular din apropierea bisericii evanghelice și a școlii are o inscripție ce atestă aceste vizite.
În 1800 biserica veche arde, iar sătenii hotărăsc construirea unei biserici noi. Aceasta a fost ridicată între 1803 și 1806 în „zwingerul” fortificației, pe direcția nord-sud, după planurile arhitectului Karl Steinbach. Lucrătorii au fost îndrumați de meșterul zidar Josef Pfeifer și dulgherul Johann Georg Rastl din Turnișor. În interiorul bisericii noi a fost instalată o orgă de Samuel Metz și un tablou de Franz Neuhauser în altar. Amvonul este decorat bogat în stil baroc. În 1807 ruinele vechii biserici au fost dărâmate. În 1901 partea estică a fortificației a fost demolată, iar din materialele rezultate a fost ridicată o clădire administrativă. Biserica fost construită contra sumei de 8950 florini, din care 1000 florini au fost donați de baronul Brukenthal. Strana familiei baronului se mai păstrează încă în cor.

## Fortificația
Fortificațiile bisericii au fost ridicate în secolele 16 - 17, din ele rămânând doar niște ruine în partea stângă a bisericii, iar din fortificațiile medievale se mai păstrează patru bastioane din incinta de apărare. De remarcat este că biserica este mai nouă ca fortificațiile. O parte importantă de fortificații au dispărut o data cu construirea actualei biserici.
Zidul de incintă, construit în secolul XV în jurul bisericii romanice, delimita un perimetru pentagonal neregulat, și a fost întărit cu turnuri în fiecare colț: turnul slăninilor în NV, turnul turcului în V, un turn semicircular în N, turnul școlii în NE și un turn de poartă în SE.

## Imagini

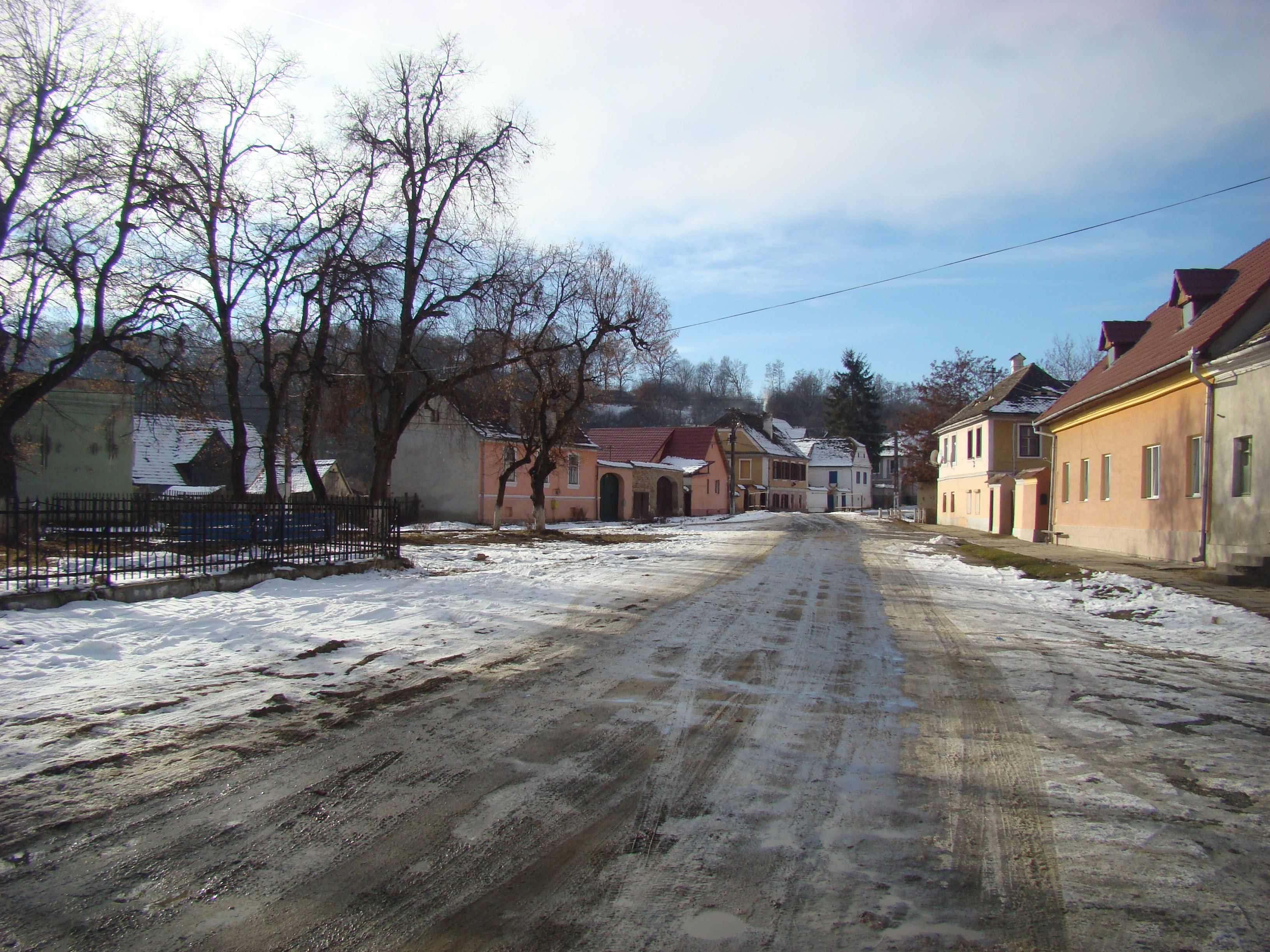
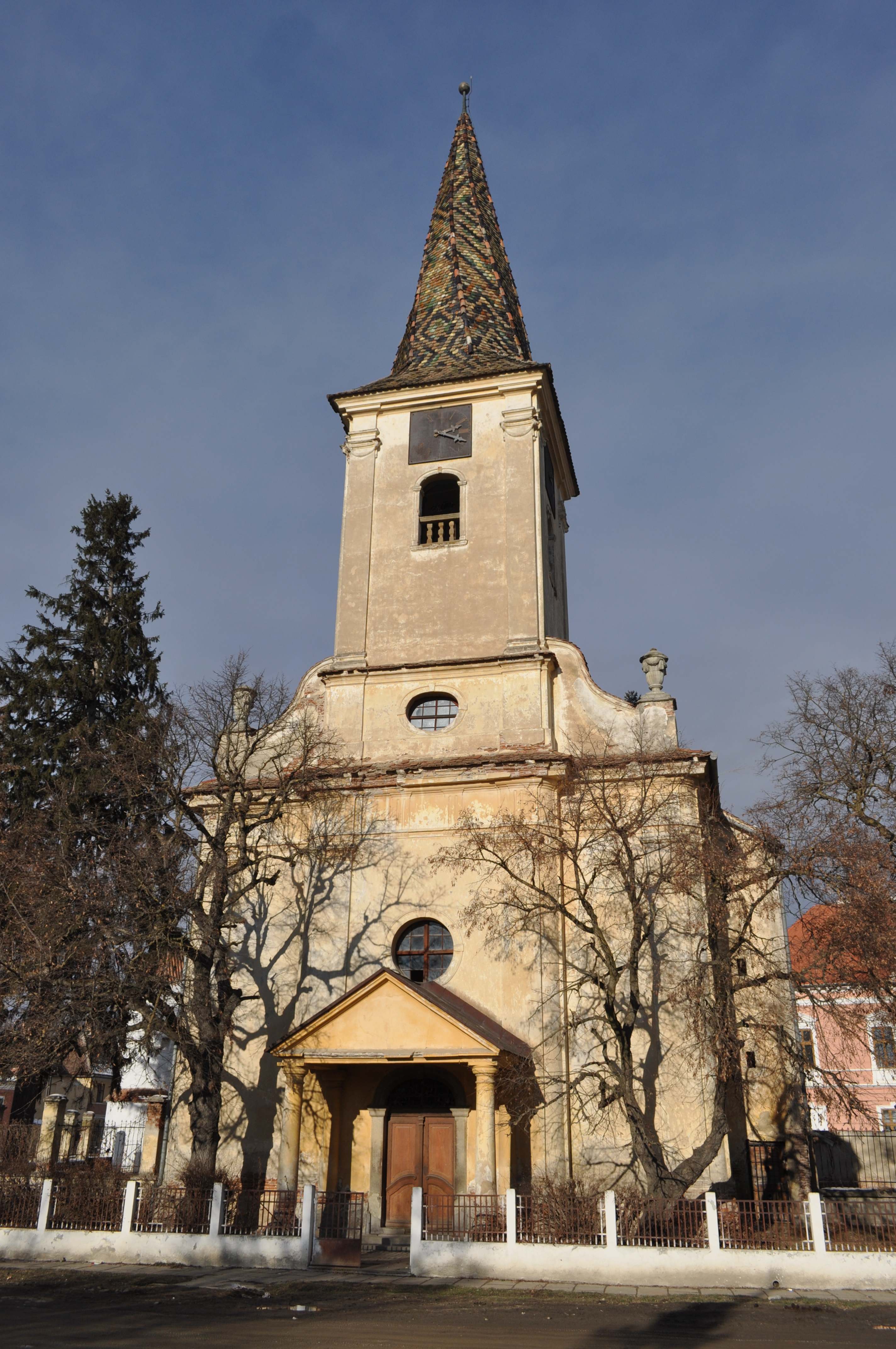
Biserica evanghelică fortificată din Nocrich
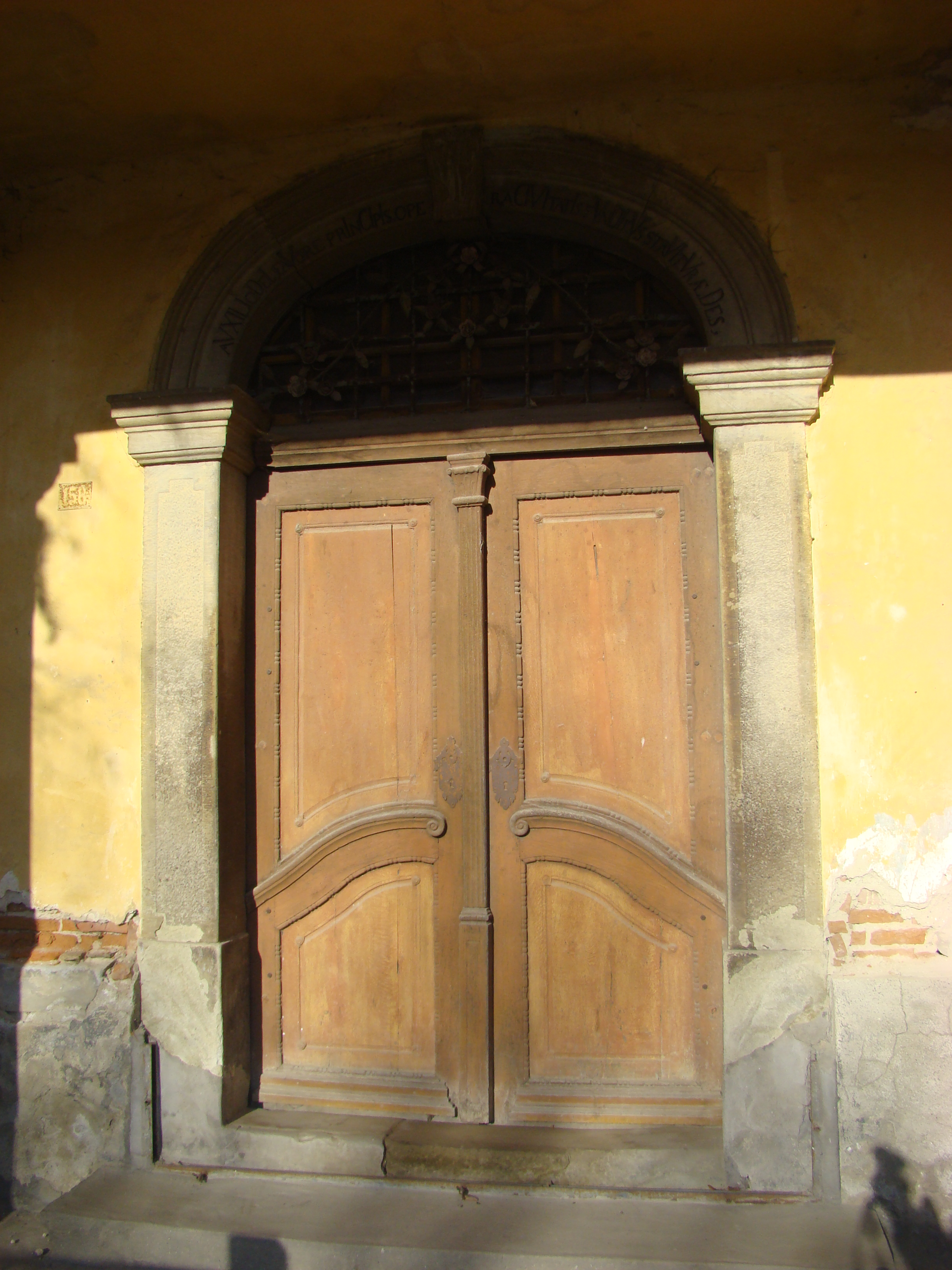
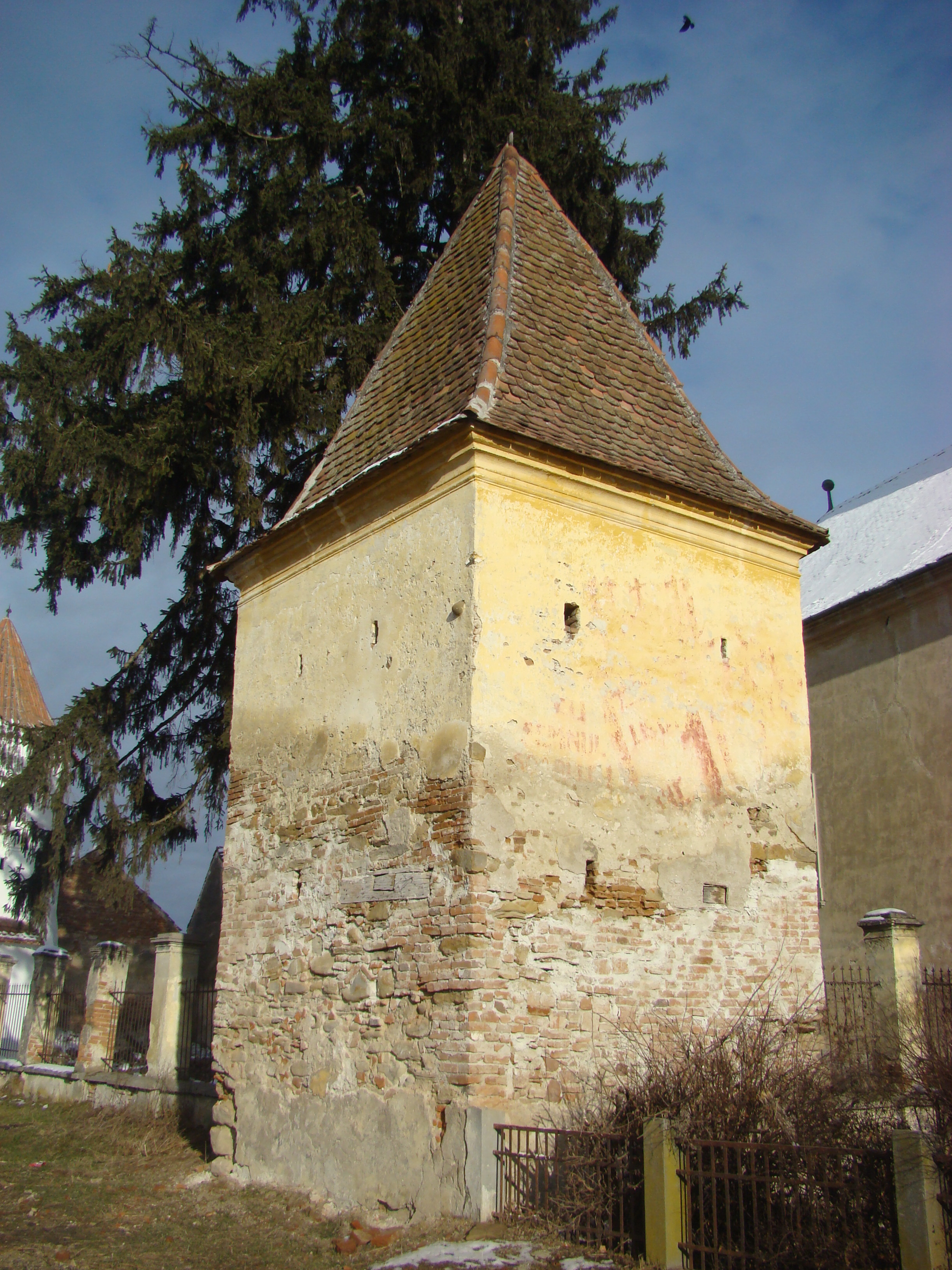
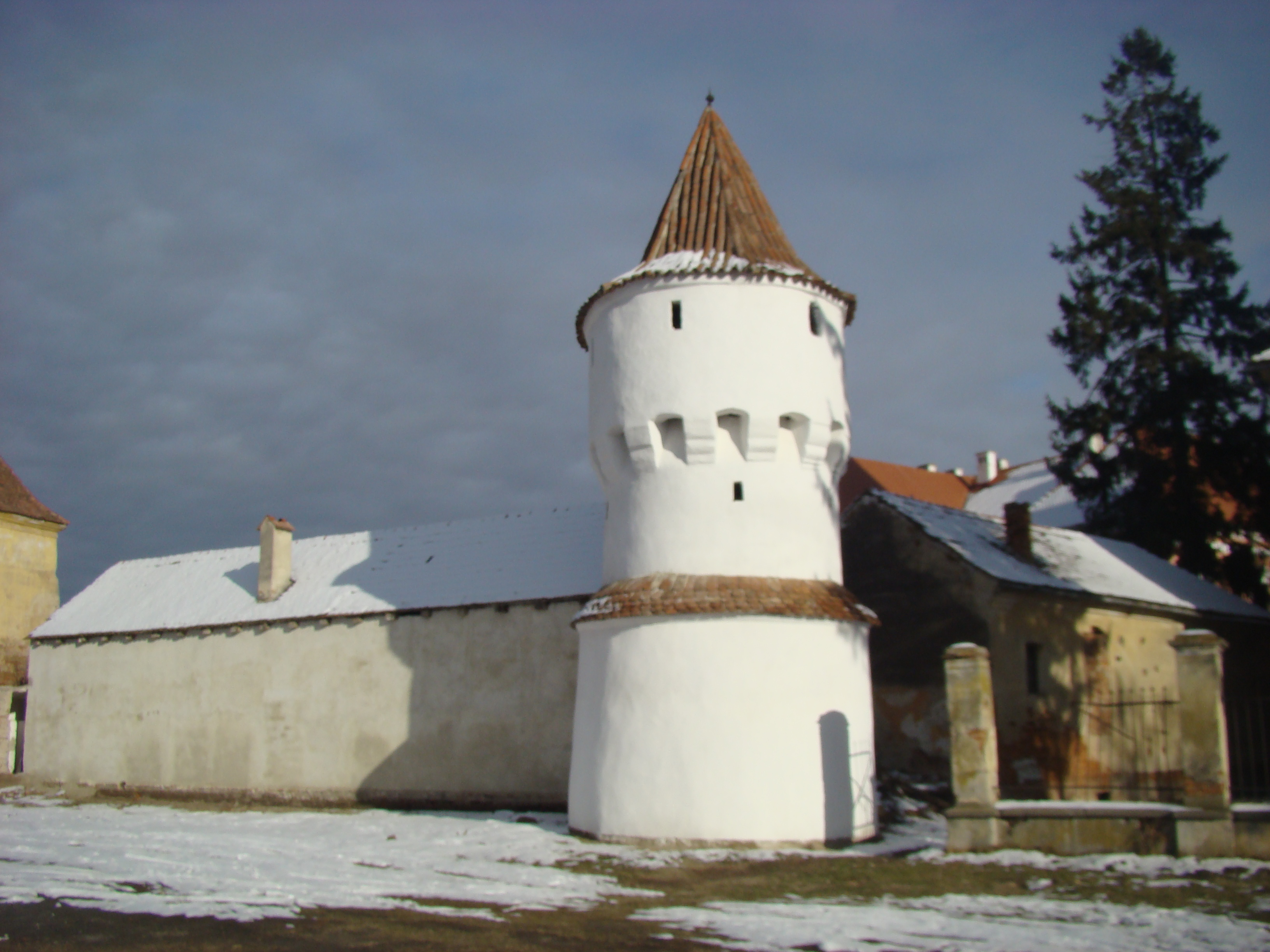
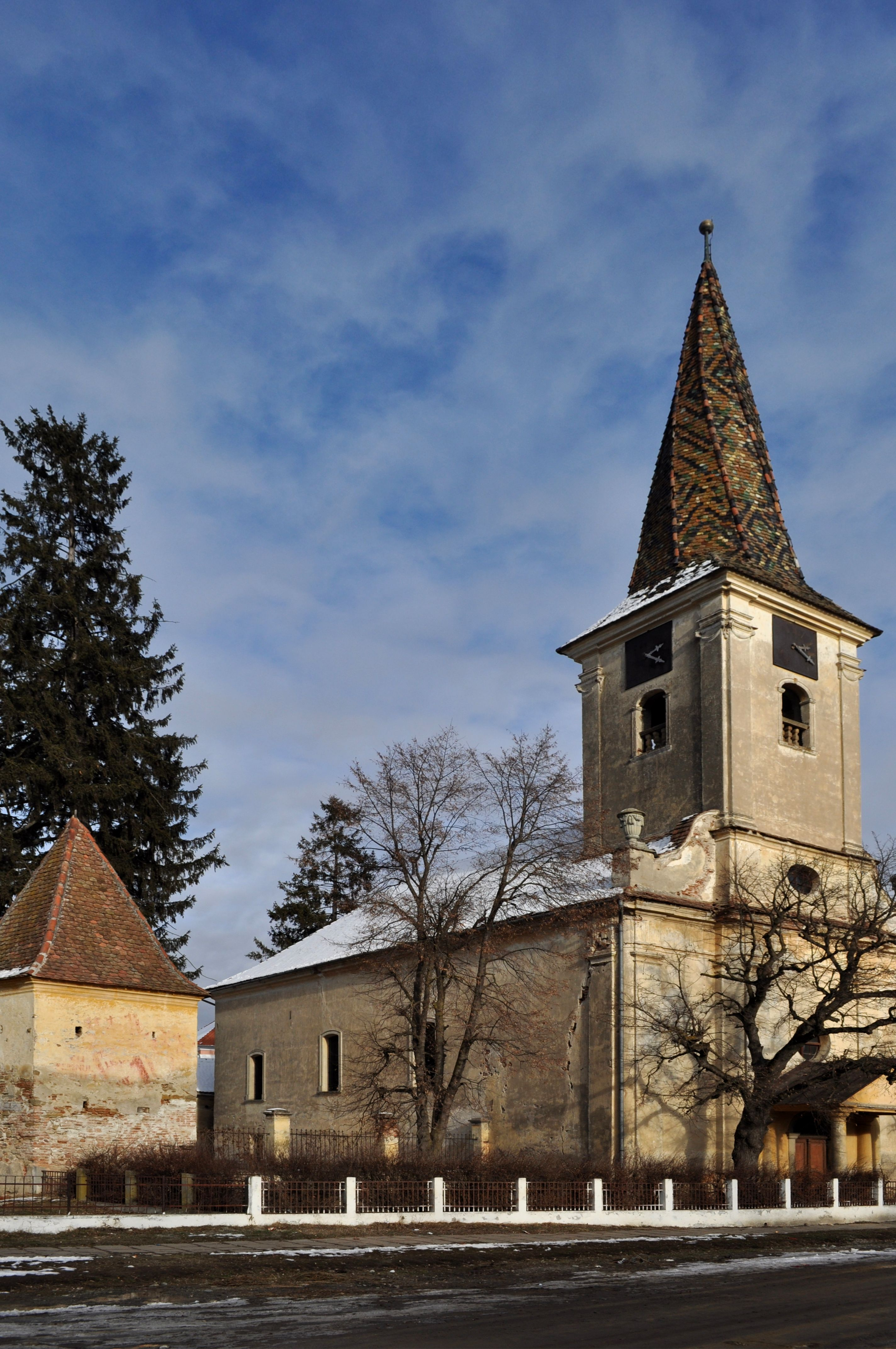
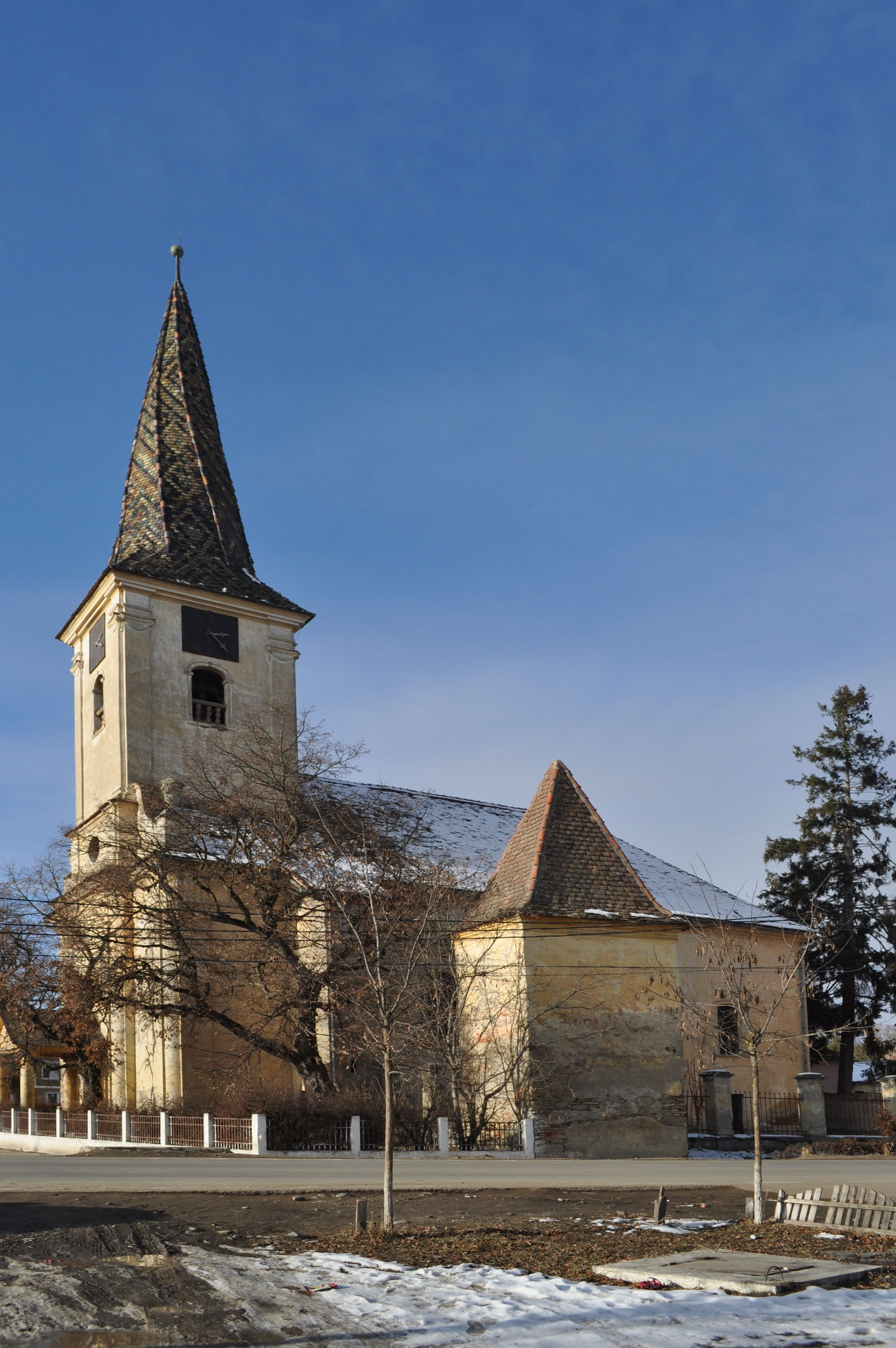